# Virginio Rosetta
Virginio Rosetta (Vercelli, Provincia de Vercelli, Italia, 24 de febrero de 1902 - Turín, Provincia de Turín, Italia, 29 de marzo de 1975) fue un futbolista y director técnico italiano. Se desempeñaba en la posición de defensa.

## Trayectoria
Virginio Rosetta comenzó su carrera como futbolista en el US Pro Vercelli de su ciudad natal, a los 17 años de edad, después de la Primera Guerra Mundial en la temporada 1919-20. En la siguiente temporada otbendría su primer título de campeón con el US Pro Vercelli. En 1923, es transferido a la Juventus, en el club turínes, Rosetta se convirtió en uno de los grandes protagonistas de la Juventus durante la época del Quinquenio de Oro.

## Selección nacional
Fue internacional con la selección de fútbol de Italia en 52 ocasiones. Debutó en la selección el 31 de agosto de 1920, ante Noruega en los Juegos Olímpicos de Amberes 1920. En 1928, fue nuevamente convocado a la selección para participar en los Juegos Olímpicos de Ámsterdam, donde la selección italiana obtuvo la medalla de bronce. Su último encuentro con la selección lo disputó el 27 de mayo de 1934, en la ciudad de Roma, ante los Estados Unidos en un encuentro por la  primera fase de la Copa del Mundo, que finalizó con marcador de 7-1 a favor de los italianos.

### Participaciones en Copas del Mundo
| Mundial                        | Sede   | Resultado |
| ------------------------------ | ------ | --------- |
| Copa Mundial de Fútbol de 1934 | Italia | Campeón   |

## Clubes

### Como futbolista
| Club           | País   | Año       |
| -------------- | ------ | --------- |
| Pro Vercelli   | Italia | 1919-1923 |
| Juventus F. C. | Italia | 1923-1936 |

### Como entrenador
| Club           | País   | Año       |
| -------------- | ------ | --------- |
| Juventus F. C. | Italia | 1935-1939 |
| A. S. Lucchese | Italia | 1939-1940 |
| A. S. Biellese | Italia | 1943-1944 |
| A. C. Mestre   | Italia | 1946-1947 |
| U. S. Palermo  | Italia | 1947-1948 |

## Palmarés

### Como futbolista

#### Campeonatos nacionales
| Título  | Club           | País   | Año      |
| ------- | -------------- | ------ | -------- |
| Serie A | Pro Vercelli   | Italia | 1920-21  |
| Serie A | Pro Vercelli   | Italia | 1921-22. |
| Serie A | Juventus F. C. | Italia | 1925-26  |
| Serie A | Juventus F. C. | Italia | 1930-31  |
| Serie A | Juventus F. C. | Italia | 1931-32  |
| Serie A | Juventus F. C. | Italia | 1932-33  |
| Serie A | Juventus F. C. | Italia | 1933-34  |
| Serie A | Juventus F. C. | Italia | 1934-35  |

#### Copas internacionales
| Título                 | Equipo              | País   | Año  |
| ---------------------- | ------------------- | ------ | ---- |
| Copa Mundial de Fútbol | Selección de Italia | Italia | 1934 |

### Como entrenador

#### Campeonatos nacionales
| Título      | Club           | País   | Año     |
| ----------- | -------------- | ------ | ------- |
| Copa Italia | Juventus F. C. | Italia | 1937-38 |
| Serie B     | U. S. Palermo  | Italia | 1947-48 |

## Condecoraciones
| Condecoración                                | Año  |
| -------------------------------------------- | ---- |
| Caballero de la Orden de la Corona de Italia | 1930 |